# Literatura en croata
Literatura en croata es aquella realizada en croata en Croacia y Bosnia y Herzegovina, aunque algunos autores escriben en la Unión Europea, Canadá o en los EE. UU.. A pesar de que tradicionalmente se ha considerado el croata como una versión del serbocroata escrito en alfabeto latino, desde la independencia de Croacia en 1991 se va extendiendo la idea que el croata es una lengua independiente.

## Los orígenes
La cultura medieval croata era trilingüe en croata, latín y eslavo antiguo. Los primeros textos fueron del siglo XI, traducciones del eslavón antiguo escritos en alfabeto glagolítico (escritos litúrgicos, hagiografías y apócrifos), inspirados en la literatura medieval eslava y bizantina, como el Misal de Kiev (s. XI), documentos como la Tabla de Baška (1100) y la Ley Vinodol (1288). Hacia 1300 apareció la primera muestra de literatura propiamente croata, el Rumanac Trojski (Le Roman de Troie).
A partir del siglo XV los textos serán más originales: prosa didáctica e histórica, de influencia italiana, como las Crónicas de Dukljanin, pero también oral. La primera literatura en el dialecto chacaviano dio como muestras el Misal del Príncipe Novak (1368), el Misal de Hrvoje Vukčyč Hrvatinič (siglo XV), el Evangelio de Reims y las Visio Tundali.

## Literatura dálmata-ragusea
La literatura dálmata-ragusana, realizada en dialecto chacaviano, se desarrolló en las villas del litoral, eslavizadas pero de cultura italiana. Los latinistas croatas del Renacimiento se interesaron por la cultura de su país y exaltaron a menudo su sentimiento de origen eslavo, como hicieron Djordje Sišgorič de Sibenic (Georgius Sisgoreus, 1440-1509) y Priboevius de Hvar, el historiador en latín Hvarien-Hanibal Lučyč (Annibale Lucio de Hvar, 1485-1553) autor del drama poético Robinja («Esclava»), o en italiano, como Mauro Orbini (m. 1614) con Storia dei popoli slavi.
Para buscar el equilibrio, el sentimiento eslavo y la atracción cultural italiana, los autores se basaron en la tradición medieval autóctona, influida por Petrarca, con centros en Zadar, Hvar y Dubrovnik. Los principales autores dubrovčan del periodo fueron Vladislav Sisko Menčetič (1457-1527) y Džoro Držić (Giorgio Darsa, 1461-1501), poetas trovadorescos de tradición amorosa; el humanista Ludvik Crijević (Luigi Cerva, 1460-1520); y los grandes poetas Marin Držić (Marino Darsa, 1508-1567) de Ragusa, autor de comedias de carnaval como Dundo Maroje («Tío Maroje», 1550), Skup («El avaro», 1553) y Venera y Adon («Venus y Adonis»). Otros autores menores fueron Mikša Pelegrinović (1500-1562) de Hvar, con el poema de carnaval Jejupka (L’egipcia); Brne Kernatutič (1520-1572) de Zadar, con Vazegte Sigeta grada («La toma de Siget», 1584) en honor al ban croata Zrinski; Juraj Baraković (1548-1628) con Vila Slovinka («Fe eslava»); Andrej Čubranović (1480-1530), Stjepo Gučetić, Niccolo Vetranić-Caečić, Petar Hektorević de Hvar (Pietro Ettoreo, 1487-1572) con Ribanje (1565) y Ribarsko Prigovaranje («El pecado y el propósito de los pecadores»); Marko Marulić de Split (1450-1524) con la poesía patriótica antiturca Judita (1501); Petar Zoranič (1508-1569) de Zadar, con el idilio pastoral Planine («Montañas»); Nikola Naljesković (muerto en 1587) con teatro carnavalesc; B. Cassio (1575-1650) y Mavro Vetranović (1482-1576) de Ragusa, con Remita («Ermitaño») y Piligrin («Peregrino»).
En otros temas también destacaron Medo Pučić (1521-1582), el poeta amoroso Dominko Zlatarič (1555-1609), el matemático Rudiger Bošković (1711-1787) y el historiador Anselmo Banduri (1670-1743) autor del tratado Imperium orientali sive angiquitatis constantinopolitanae (1712).
Durante el siglo XVII, la austeridad de la Contrarreforma se impuso al lirismo amoroso. Aun así apareció la gran figura del momento, Dživo Gundulić (Giovanni Gondola, 1589-1638) con los poemas Suze sina razmetnoga («Lágrimas del hijo perdido»), Dubravka (1628), considerada como el himno nacional de la República de Ragusa, Osman (1626) y Cleopatra (1627). También fueran importantes los petrarquistas Dinko Ranjina (1536-1607) de Ragusa, y Dinko Zlatarić (1558-1609) traductor del Electra y Aminta de Sófocles; Junije Palmotić (1606-1657) de Ragusa, con dramas históricos en poesía como Pavlimir, Atlanta, Captislava, Bisernica, Kristijade o Gomnaide; Dživo Bunić-Vucičević (1592-1658) con los idilios pastorales con influencia del marinismo italiano Plandovanja («Placeres») y Mandaljena pokornica («Magdalena arrepentida»); y el ban croata Petar Zrinski (1620-1671) con Adrianskoja muera sirena («La sirena del Adriático»).
Los autores de la Contrarreforma se formaron en los Colegios Ilíricos de Bolonia, Loreto y Roma, gente como Pietro Canavelli (1637-1719), Girolamo Cavagnini (1640-1714) y Antun Kanižlec (1699-1777) de Eslavonia. Allí se escribieron las gramáticas Institutiones linguae illyricae (1654) en Roma y Thesaurus linguae illyricae (1654) en Loreto, así como un Dizionario italiano-latino-illirico (1728), escrito en Venecia por Ardelio Dellabella.
En el siglo XVIII continuó el desarrollo de la comedia carnavalesca, a pesar de que no hubo autores de gran importancia, puesto que las academias fundadas en Ragusa, Zadar y Split decayeron; todavía sobrevivieron algunos autores como el franciscano Andrija Kačyč-Miosič (1704-1760) con la crónica rimadaRazgovor ugodni naroda slovinskoga («Clamoroso discurso sobre el pueblo eslavo»); Anton Gleđević (1659-1738) con los poemas Danina, Olimpia y Hermione; Ignač Gjorgjić (1676-1737) autor de Uzdasi mandaljenje pokornise («Suspiros de Magdalena apenada», 1728), Salter slovinsti («Salterio eslavo», 1729) y Marunko i Pavica (1730); el jesuita Juraj Ferić (1739-1820) y el francés hijo del cónsul galo en Ragusa, Bruère Desrivaux/Marko Bruerović (1774-1823), autor de poemas y comedias líricas. Y con respecto a los cantos épicos, sólo hace falta destacar la obra del franciscano Filip Grabovac (fallecido en 1749), que exalta el patriotismo.

## Literatura de la Croacia continental (sigloXV-XVIII)
El país había sido devastado por los turcos y los primeros autores importantes fueron los protestantes Stjepan Konzul (fallecido en 1587) y Antun Dalmatin (fallecido en 1579) de Istria, traductores del Nuevo Testamento al croata. Fueron imitados por los católicos de Zagreb, como el padre Antun Vramec (fallecido en 1587), autor de una crónica en dialecto kaykaviano. 
Durante el siglo XVII los nobles, amenazados por el centralismo austriaco, experimentaron con el particularismo al adoptar la lengua popular. Así Petar Zrinski (1621-1671) adoptó al croata los poemas en húngaro de su hermano Nikola y Fran Krsto Frankopan (1643-1671) hizo piezas líricas de influencia italiana. También destacaron el bosnio Matija Divković (1563-1631) y el continental Juraj Habdelić (1609-1678).
Más tarde, Juraj Križanić (1618-1683), misionero de la Contrarreforma y entusiasta de la idea de la unidad e independencia de los eslavos del sur, compuso una Gramatično iskazanje ob ruskom jeziku y marchó a Rusia para de convencer al zar de sus ideas, pero este lo deportó a Siberia, donde compuso el tratado de carácter paneslavista Politicka. En una línea similar, Pavao Ritter-Vitezović (1652-1713), autor en latín y en croata, defendió los derechos históricos del pueblo croata y extiende el sentimiento nacional a todos los pueblos ilíricos, que era como denominaba a los eslavos del sur, y pretendió unificar todos los dialectos en una lengua común.
Por lo que hace el siglo XVIII en Zagreb, destacaría la didáctica en kaykaviano merced a las comedias de Tito Brezovič (1757-1804) cómo Diogenes, ili sluga dven zgoblenech bratov (1804), mientras que en Eslavonia destaca la figura de Matija Antun Relkovič (1732-1798), autor en kaykaviano de Satir ili divi csuvik (1762). Otros autores fueron Antun Kanižleč (1700-1777) y el sacerdote y folclorista Toma Miklovšyč (1767-1833), Antun Mihanovič (1796-1862), que propuso sustituir el latín por el croata, y Jakov Lovrenčyč (1787-1842) autor del drama Petrica Kerempuh.

## ElsigloXIX
A comienzos del siglo XIX los croatas no poseían una unidad política (puesto que estaban divididos entre austriacos, húngaros y turcos), ni lingüística (puesto que empleaban tres dialectos, chakaviano, shtokaviano y kaykaviano). Entonces el filólogo croata Ljudevit Gaj, influido por los filólogos paneslavistas checos, para conjugar la amenaza nacionalista húngara, fundó las revistas Danica y Novine Hrvatske, desde donde propone el uso de una lengua única, el shtokaviano, no sólo para los croatas sino también para todos los eslavos del sur, como ya había hecho en Serbia el filólogo Vuk Karadžić, pero basándose en el alfabeto cirílico, mientras que los croatas emplearán el alfabeto latino. Con esta finalidad también fundó la editorial Matica Ilirska. Janko Drašković fundó un círculo literario en Zagreb y fue exiliado en París.
Así apareció la primera generación de autores literarios croatas en shtokaviano, que también captó al esloveno Stanko Vraz (1810-1850), pero que no tuvo suficientes discípulos en Eslovenia. Entre los principales exponentes tenemos al líder del Movimiento ilirio (1835-1849) Ljudevit Gaj (1809-1872), quién sentaría las bases de la unificación lingüística croata con Kratka osnorva hrvatsko-slavenskoga pravopisanja («Epistolario de escritura legal croata-slavonica», 1830); Gaj acaba por imponer el dialecto chtokaviano hablado en Dalmacia bastante parecido al serbio frente al kaikaviano del norte, conservando sin embargo el alfabeto latino. Pero la literatura moderna croata nace a mitad de siglo principalmente con la obra del poeta y político Ivan Mažuranioč (1814-1890), autor de Smrt Smail-age Čengića («La muerte de Smail Aga Čengić», 1846), inspirado a la vez en la antigua tradición dálmata y en el romanticismo internacional, y Petar Preradović (1818-1872). Esta tendencia fue continuada por nuevos autores, como Luka Boteč (1830-1863), Grga Martić (1822-1905) y Mirko Bogović (1816-1893), editor de la revista Neven («Maravilla»), primer autor croata encarcelado por su actividad literaria y autor del poema Matija Gubeč, Kralj seljački («Matija Gubec, rey de los labradores», 1859). 
La nueva constitución de 1860 permitió a la literatura croata unas condiciones más favorables. El padre Josip Juraj Strossmajer y el escritor August Šenoa (1838-1881) fundarán la revista Vijenac, de carácter literario, que en 1871 publicó la primera novela croata Zlaterovo zlato («El oro del orfebre») de August Šenoa, literatura de propaganda nacional, sentimental y romántica.
Fue en aquellos años cuando se produjo una reacción nacionalista croata fundamentada en los derechos históricos del reino croata. El ideólogo fue Ante Starčević, que publicó trabajos científicos en una lengua diferente a la de los serbios. Con él surgiría un grupo de autores realistas y naturalistas, como Eugen Kumičić (1850-1904), seguidor de Zola y autor de Kneza Lepa («La reina Lepa», 1902) y Urota Zrinjsko Frankopanska («La conspiración de Zrinski y Frankopan»); imita a Ivan Turgenev Ksaver Sandor Gjalski (1854-1935) con Janko Berislavić (1887), considerado como el Fausto croata; Vjenceslav Novak (1859-1905), influido por Zola y creador de la novela social croata, con Pod Nehajem («Bajo el Nahaj», 1892), Posljednji stipančyčy («Los últimos stipancici», 1899) y Tito Dorčić (1905); Franjo Marković (1845-1914) autor del poema épico Kohan i Vlasta (1868); Ante Kovačić (1854-1889) con U registraturi («El archivero», 1888); Josip Kozarac (1858-1906), iniciador de la novela psicológica, con Megju svijetlom y tminom («Entre luces y tinieblas», 1900) y Mrtui kapitali («Capitales muertas», 1889); el novelista Janko Leskovar (1861-1949), el eslavón August Harambašyč (1861-1911) y el gran poeta Silvije Strahimir Kranjčević (1865-1908) creador de la revista Nada («Esperanza») y autor de Trzaji («Sobresaltos», 1902). Algunos autores menos conocidos serían el comediante Josip Evgen Tomič (1843-1906), con Bosanski Zmag («Dragón de Bosnia», 1879), el fraile de Ragusa Matija Bando (1818-1903), el dálmata de Split Luka Boteč (1830-1863) y el narrador y poeta Milan Marjanovič (1879-1955).

## Modernismo croata
La época entre finales del siglo XIX y comienzos del XX (1895-1918) es conocido como periodo modernista”, una nueva corriente de reacción por la ausencia de interés por los problemas estéticos («el arte por el arte»), que será impulsado por los críticos M. Dežman, Milutin Cihlar Nehajev (1880-1931) y Milan Marjanović (1879-1955). Dominado por la figura de Antun Gustav Matoš (1873-1914), desertor del ejército austrohúngaro y exiliado en Belgrado y París, con las narraciones Našy ljudi y krajevi («Nuestra gente y nuestra tierra», 1910) y Umorneprice («Cuentos estancados», 1909); y con otros intimistas cómo Vladimir Vicrič (1875-1909) de Ragusa, Dinko Simunovič (1873-1933); Janko Polić-Kamov (1886-1910); Ivo Vovjnovič (1857-1929) con la Dubrovacka trilogija («Trilogía de Dubrovnik», 1900) que reúne las narraciones Lazarevo Vaskresenje («La resurrección de Lázaro»), Stari Grijesi («Los viejos pecados») y Gospoda za suneskretom («La señora del girasol»); y Vladimir Nazor (1876-1949) con los poemas Slavenske legende («Leyendas eslavas», 1900), Hrvatski kraljevi («Reyes croatas», 1904) y Partizanke («Cantos partisanos», 1944); Dragutin Domjanič (1875-1933), con poemas en kaykaviano donde describe la miseria de los labradores; Ivana Brlič-Mazuranič (1874-1938), autora de cuentos para niños y considerada como la Andersen croata; Fran Galovič (1887-1914); Milan Oogrizovič (1877-1923); Fran Mazuranič (1859-1928); los istrios Rikard Katalinič-Jeretov (1861-1934) y Viktor Caro Emin; Ante Trešyč-Pavičyč (1867-1949), traductor de Giacomo Leopardi y Branko Vodnik (1879-1926), Ivan Kozarac (1885-1910), el católico Marin Sabič (1860-1922), Srdan Túčyč y Fran Hrčyč, muy influido por Fiódor Dostoievski.
El modernismo dominó la vida literaria croata hasta comienzos de los años treinta. Aun así, en 1917 se formó el grupo de poetas nacionalistas Grič (nombre del barrio antiguo de Zagreb), con el discípulo de Matoš, Ljubo Wiesner (1885-1951), y sus compañeros Zvonko Milkovič, Vilko Gabarič (1889-1915), fallecido en el frente, Nikola Polič, Vladimir Cerina, Bozo Lovrič, Tomislav Prpič, Gustav Krklec, el filólogo Julije Benesič, Branko Stanojevič (1900-1921) y Danko Andelinovič.

## Periodo de Entreguerras 1920-1940
Durante la década de 1920 se desarrollaron las corrientes vanguardistas, principalmente expresionistas, que rompieron con la tradición anterior, entre los cuales se cuenta Antun-Branko Simič (1898-1925), con los poemas sociales Prcobraženja («Transfiguraciones», 1920); Djuro Sudeta (1903-1927); Nikola Šop (1904-?); Ulderiko Donadini (1894-1923); el crítico Antun Barac (1894-1955); Augustin Ujevič (1891-1955), muy nacionalista, con Lelek sebra («El llanto del eslavo», 1920) y Ojadjeno zveno («La campana dolorida», 1933); y Mihovil Kombol (1883-1955), traductor de Dante al croata. También destacó el poeta Ante Cetineo (1898-?) con Za suncem («Ansia de sol», 1932), Zlatni ključ («Llave de oro», 1933), Laste nad uvalom («Golondrinas sobre el valle», 1935) y las novelas Grebeni se rone («Las esculleres se rompen», 1925) y Mestar Ivan (1933).
El periodo de Entreguerras fue bastante productivo y se publicaron numerosas revistas literarias; entre las cristianas y de derechas las más importantes fueron Savremenik («Revista Contemporánea»), Hrvatska Prosvjeta («Tradición croata») y Hrvatska Revija, con influencia literaria germánica e italiana; entre las de izquierdas destacaron las revistas Danas («Hoy»), Pečat («El sello») y Zastita Civjeka. 
Entre los autores más destacados el más influyente fue sin duda el novelista Miroslav Krleža (1893-1981), que ha sido llamado "el André Gide yugoslavo" con la trilogía Glembajevi («La familia Glembaj», 1932), Povratak Filipa Latinovica («El regreso de Felip Latinovic», 1960), Hrvatski bog Mares («El croata dios Marte», 1922), Djetinjstvo uno Agramu («Niñez en Zagreb», 1952) y Davni dani («Días de hace mucho tiempo», 1956). Krleža se compromete en política y sobre todo literaria y moralmente. Para él es evidente que aunque haya tradiciones sanas que recuperar, también hay otras que deben a toda costa destruirse. Otros son August Cesarec (1893-1941) fusilado por la policía fascista ustacha, con la novela Slatan mladic («El joven y el oro», 1928); Milan Begovič (1876-1948), influido por Henrik Ibsen, Luigi Pirandello y Maurice Maeterlinck, con Knjiga Boccadoro («El libro Boccadoro», 1900); y el poeta Ivan-Goran Kovačyč (1913-1943) con el poema Jama («Fosa común», 1943). Otros autores importantes del periodo fueran Mile Budak (1889-1945) ministro de educación del fascista Estado Independiente de Croacia, autor de Pod gorom («Bajo la montaña», 1937), Direktor Križanič (1938) y Ognjiste («El hogar», 1938); Gustav Krlec (1899-1977) con los poemas Ljubav ptica («Amor de los pájaros», 1926), Zubar zivota («El murmullo de la vida», 1955) y Ernikos («Perla negra», 1974); el dramaturgo Josip Kosor (1879-1961) con Optužba («Acusación», 1905), Razsap («Destrucción», 1906) y Bijeli plaminovi («Llamas blancas», 1920); Dobrisa Cesarič (1902-1980), Dragutin Tadijanovič (1905-2007) con los poemas Sunce nad oranicima («El sol sobre los campos», 1933) y Dani djetinjstva («Días de niñez», 1937); el bosnio Ilija Nanetak (1906-?), Djuro Vvikovič (1889-1958); Šida Košutič (1902-1965), con la novela S našijo njiva («De nuestro pasado», 1935-1940) y Slavko Kolar (1891-1963), el mejor humorista croata, con los dramas Narodje streljiv («El pueblo es paciente», 1947) y Svoga tela gospodar («Amo del propio cuerpo», 1957). De menor importancia, podemos destacar Ante Bonifačyč (1901-?), el poeta social Vjekoslav Majer (1900-?), con la novela Osamljeni čovek uno Tingletanglu («Un hombre solitario en el cabaret», 1965), Vlado Vlaisavljevič, Frano Alfirevič (1903-?), Ivo Kozarčanin (1911-1941), Dora Pfonova (1897-?), Antun Nizeteo (1913), Olinko Delorko (1910), Drago Ivanisevič (1909) y Vladko Batusič (1902). En dialecto chakaviano destacaron autores como Mato Balota (1898-1963), Drago Gervais (1904-1957) y el poeta eslavón Grigor Vitez (1911-1966).

## Después de la II Guerra Mundial
Después de la II Guerra Mundial se impuso la literatura social y el realismo socialista, en la que destacaron, además de algunos de los autores ya mencionados, otros nuevos, cómo Petar Šegedin (1909-?) con las novelas Djeca Bonožya («Niños de Dios», 1946), Osalmjenici («Gente solitaria», 1947), Na istom putu («Por el mismo camino», 1963) y Orfej u maloj bašti («Orfeo en un jardín pequeño», 1964); Vjekoslav Kaleb (1905-?) con Na kamenju («Sobre la piedra», 1940), Smrtni zvuci («Sueños mortales», 1957) y Divota prašine («Milagro de polvo», 1956); Ranko Marinkovič (1913), autor satírico y dramático con Ruke («Manos», 1953), Poničenje Sokrata («Humillación de Sòcrates», 1959) y Oko buenožje («El ojo de Dios», 1960); Novak Simič (1906) de Bosnia, con la novela Brača y kumiri («Hermanos e ídolos», 1955); Ivan Dončevič (1909-?) con las novelas Bezimeni («Anónimos», 1945) y Mirotvotci («Pacifistas», 1956); así como los poetas Marin Franičevič, Sime Vicetič (1909-?) con los poemas Ljubav i čovjek («El amor y el hombre», 1955); Vesna Parun (1922), con los poemas Zore i vihori («Amanecer y vientos», 1947), Crna maslina («Olivo negro», 1955), Koralj vracen moru («Coral devuelto del mar», 1959) y Bila sam dječak («Yo era un chico», 1963); y el poeta Juro Kaštelan (1919) con Pijetao na krovu («Un gallo en la azotea», 1950) y Malo kamena y puno snova («Pocas piedras y muchos sueños», 1957).
Otros que también destacados fueron Drago Ivanisevič (1907) con los poemas Zelmja pod nogama («La tierra bajo el pie», 1940) y Košarica stihova («Un cesto de versos», 1951); Slavko Batušyč (1902-) con el drama Komorni trío («Trío de la cámara», 1938) y las narraciones Kroz zapodni zemlje y gradove («Atravesando las tierras y ciudades occidentales», 1932), Od Kandije don Hammerfesta («De Candía a Hammerfest», 1937) y Pejzazi i vedute («Vistas y paisajes», 1959) y Vladan Desnica (1905-1967) con Zimsko ljetovanje («El lugarcillo de invierno», 1950) y Fratarsa zelenom bradom («El fraile con barba roja», 1959).
Durante la década de 1950 se notó más la entrada de la influencia literaria occidental (sobre todo García Lorca y T. S. Eliot), merced a las revistas Krugovi («Círculos», 1952-1958) y Književnik («El librero», 1959-1961). En la primera publicaron Ivan Slamnig (1930-2001); Ivan Kusan (1933-2012); Antun Soljan (1932-1993); Slobodan Novak (1924-2016), con los poemas Glasnice u oluji («Mensajes en la tormenta», 1950), las narraciones Mirisi, zlato i tamjan («Perfume, oro e incenso», 1968) y Turdigrad («Ciudad dura», 1961) y las obras de teatro Trofej («Trofeo», 1960) y Starsno je znati («Es terrible saber», 1962); e Ivan Raos (1921-1987); que facilitaron el camino a poetas como el romántico Slavko Mihalič (1928-2007), autor de Ljubav za stvarnu zemlju («Amor a la verdadera tierra», 1964) y Prognana balada («Balada proscrita», 1965); el existencialista Milivoj Šlavicek (1929-2012); Vlado Gotovac (1930-2000); Tonko Maroevič (1941-2020), autor de la traducción Bikova koza («La piel de toro»), antología de poesía catalana contemporánea, que toma el título de la obra de Salvador Espriu en 1987; así como Nikola Miličevič (1922), de tono pesimista y apolítico; Vladko Pavlette (1930); Stanislav Simič (1904-1960); Miroslav Sičlo (1926) y Branimir Dado (1934).
En la década de los sesenta, con instituciones más descentralizadas, aparecieron nuevas revistas como Forum (1962), Kolo (1963-1971), Kritika (1968-1971) y Umjestnost Riječy («El arte del mundo», desde 1957). Aparecerían autores como Zvonimir Majdak, Alojz Majetič y Branislav Glumac. Pero la publicación más destacada fue Razlog («Razón») con el lirismo metafórico de los autores Danijel Dragojevič, Dubravko Horvatič, Luka Paljetak y Vesna Krmpotič (1932), con los poemas Pisejak koje govori («Arena que habla», 1958), Jama bica («Terreno de esencia», 1965) y Krasna nesuglasja («Bonitas desharmonías», 1970). Con respecto a los dramaturgos, el más destacado fue Mirko Bozič (1919), con Most («El puente», 1947), Devet gomolja («Nueve patatas», 1948), Skretnica («Punto de retorno», 1951) y Ljuljačka v túžnoj vrbi («Vuela el palomo», 1957). También aparecería en Zagreb en 1964 la revista Praxis, de carácter humanista y antiestalinista, y que dio nombre a un grupo de escritores jóvenes, la llamada Escuela de la praxis, integrada por Predrag Vranički, Rudi Supek, Milan Kangrga, Gajo Petrovič (1927) y Veljko Korać, con la intención de agrupar a los disidentes que no querían destruir el sistema.
A partir de los años setenta destacaron otros autores como Drago Kekanovič; Pero Budak (1919); Ivan Aralica (1930); Marijan Matjovič (1915-1985), de estilo realista socialista con Slučaj maturanta Wagnera («El caso del graduado Wagner», 1953), Igra oko smrti («Baile alrededor de la muerte», 1955), Vašar snova («Mercado de los sueños», 1959) y I bogovi pate («Los dioses también padecen», 1965); y los borgesianos Goran Babič, Pavao Pavličyč (1946), Stjepan Cuič (1945), Goran Tribuson (1948), Vlatko Pavletič (1930), Ivo Frangeš (1920-2003) y Zvonimir Majdak (1938).
Con respecto a los autores exiliados, en 1951 se fundó en Buenos Aires la Hrvatska Revija, para agrupar a los autores de la diáspora, como Vinko Nikolič (1912-1997), Boris Maduna (1940), Lucijan Kordič (1914-1993), Srečko Karaman (1904-1964), Antun Nizeteo (1913-2000), Mirko Vidovič (1940) y Viktor Vida y Vinko Grubisič (1948). Desde 1968 establecerán su sede editorial en Barcelona.
- Datos: Q13221620
- Multimedia: Literature of Croatia / Q13221620